# Adam Bede (filme)
Adam Bede é um filme mudo britânico de 1918, do gênero drama, dirigido por Maurice Elvey e estrelado por Bransby Williams, Ivy Close e Malvina Longfellow. Foi uma adaptação do romance Adam Bede, de George Eliot.

## Elenco
- Bransby Williams - Adam Bede
- Ivy Close - Hetty Sorrel
- Malvina Longfellow - Dinah Morris
- Gerald Ames - Arthur Donnithome
- Claire Pauncefort - Tia Lydia
- Inez Bensusan - Sarah Thorne
- Charles Stanley - Seth Bede
- Ralph Forster - Squire